# Libertad 548
Libertad 548 è l'undicesimo album in studio del cantante statunitense Pitbull, pubblicato nel 2019.
Il disco è arrivato alla posizione No. 1 della classifica Billboard Top Latin Albums, come il precedente lavoro dell'artista in lingua spagnola, Dale, uscito nel luglio 2015.

## Tracce
1. Winning (with Yomil y El Dany) – 3:35
2. No Lo Trates (with Daddy Yankee and Natti Natasha) – 3:18
3. 3 to Tango – 3:42
4. Moviendolo (with Wisin & Yandel) – 2:51
5. Happy Mama Day (featuring Chacal and Sky Monroe) – 2:56
6. Get Ready (featuring Blake Shelton) – 3:34
7. Cinco De Mayo (with Lil Jon featuring Chesca) – 3:47
8. Mala (featuring Becky G) – 2:53
9. Mueve La Cintura (with Tito El Bambino and Guru Randhawa) – 3:13
10. Me Quedare Contigo (with Ne-Yo featuring Lenier and El Micha) – 3:46
11. Se La Ví (featuring IAmChino and Papayo) – 3:55
12. Tell Me Again (featuring Ludacris and Prince Royce) – 3:31
13. No Se Lleva Nada (featuring El Micha) – 2:55